# Ciclina F
La ciclina F (CCNF) es una proteína codificada en los humanos por el gen CCNF. La ciclina F pertenece a la familia de las ciclinas, cuyos miembros se caracterizan por incrementar drásticamente sus niveles en las células de forma periódica cada vez que se inicia el ciclo celular. Las ciclinas son importantes reguladoras de transiciones del ciclo celular a través de su capacidad para unirse y activar proteín-quinasas y parece ser que la ciclina F ejerce ese tipo de acciones en la transición de las fases G2/M.

## Estructura
La ciclina F pertenece a la familia de proteínas con caja F, caracterizadas por un motivo proteico de aproximadamente 40 aminoácidos, llamado F-box. Este tipo de proteínas F-box constituyen una de cuatro subunidades del complejo de la ubiquitina ligasa llamada SCF (SKP1-Cullin-F-box), que ejecutan la fosforilación dependiente del marcaje de ubiquitinas. Las proteínas F-box se dividen en 3 clases: «Fbws» que contienen dominios WD40 ricos en transducina, «FBLS» que contienen repeticiones ricas en leucina, y «Fbxs» que bien contengan cualquiera de los diferentes módulos de interacción proteína-proteína en su secuencia o bien aquellas secuencias sin motivos peptídicos reconocibles. La proteína codificada por el gen de la ciclina F pertenece a la clase «Fbxs» y fue, por cierto, una de las primeras proteínas en las que se identificó el motivo F-box.

## Función
En general, las proteínas F-box son las subunidades de reconocimiento de sustrato de complejos ligasa conocidos como SCF (proteína SKP1A-CUL1-F-box). Estas median la proteólisis oportuna de importantes proteínas reguladoras en organismos eucariotas. La familia de proteínas F-box obtiene su nombre de la ciclina F (también llamada Fbxo1), donde el motivo F-box (un dominio de aproximadamente 40 aminoácidos requerido para la unión a Skp1) fue el primero en ser descrito. 
La ciclina F, en contraste con la mayoría de ciclinas, es codificada por un gen que no se une o activa a otras quinasas dependientes de ciclina (Cdk). Sin embargo, al igual que las otras ciclinas, los niveles de la ciclina F oscilan durante estadios del ciclo celular, con niveles máximos de la proteína durante la fase G2. A pesar de su naturaleza esencial y su condición de miembro fundador de la familia de proteínas F-box, la ciclina F sigue siendo una proteína huérfana, cuyas funciones permanecen desconocidas. Se sabe que la ciclina F se asocia físicamente con los centriolos durante la fase G2 del ciclo celular. Se sabe también que la proteína «CP110» es marcado por ubiquitinación por el complejo ligasa de la ciclina F, que conduce a su degradación. La ciclina F es mediadora del agotamiento de siRNA durante la fase G2 lo que conlleva a anomalías centrosomales y en la mitosis, con husos acromáticos multipolares y bipolares asimétricos y cromosomas rezagados en su alineación en el plano ecuatorial de la célula.